# الدويد
الدويد قرية ومركز إداري من فئة (ب) تابع لمحافظة العويقيلة بمنطقة الحدود الشمالية في السعودية.